# Região Geográfica Imediata de Caxias
A Região Geográfica Imediata de Caxias é uma das 22 regiões imediatas do estado brasileiro do Maranhão, uma das 3 regiões imediatas que compõem a Região Geográfica Intermediária de Caxias e uma das 509 regiões imediatas no Brasil, criadas pelo IBGE em 2017. É composta de 6 municípios, do vale do Itapecuru e Médio Parnaíba..

## Municípios
| Região geográfica imediata | Código | Municípios        |
| -------------------------- | ------ | ----------------- |
| Caxias                     | 210013 | Afonso Cunha      |
| Caxias                     | 210013 | Aldeias Altas     |
| Caxias                     | 210013 | Caxias            |
| Caxias                     | 210013 | Coelho Neto       |
| Caxias                     | 210013 | Duque Bacelar     |
| Caxias                     | 210013 | São João do Soter |